# Orthotylus contrastus
Orthotylus contrastus är en insektsart som beskrevs av Van Duzee 1925. Orthotylus contrastus ingår i släktet Orthotylus och familjen ängsskinnbaggar. Inga underarter finns listade i Catalogue of Life.